# Stargard
Stargard é um município da Polônia, na voivodia da Pomerânia Ocidental e no condado de Stargard. Estende-se por uma área de 48,08 km², com 68 195 habitantes, segundo os censos de 2017, com uma densidade de 1 418,4 hab/km².
É uma cidade com um pedigree medieval. Foi construído no local do antigo castelo eslavo (século 9). Os direitos de cidade foram concedidos em 24 de junho de 1243. Era uma das cidades mais importantes do ducado da Pomerânia. Stargard tornou-se uma cidade hanseática. 
Os principais pontos turísticos e atrações turísticas são a Cidade Velha com o museu, igreja gótica de Santa Maria - Colegiada (século XIII), igreja gótica dos Srs. John (século XV), prefeitura (século XIII-XV) e muralhas da cidade (século XIII). A cidade está localizada na Roteia Européia do Tijolo Gótico (European Route of Brick Gothic, EuRoB).

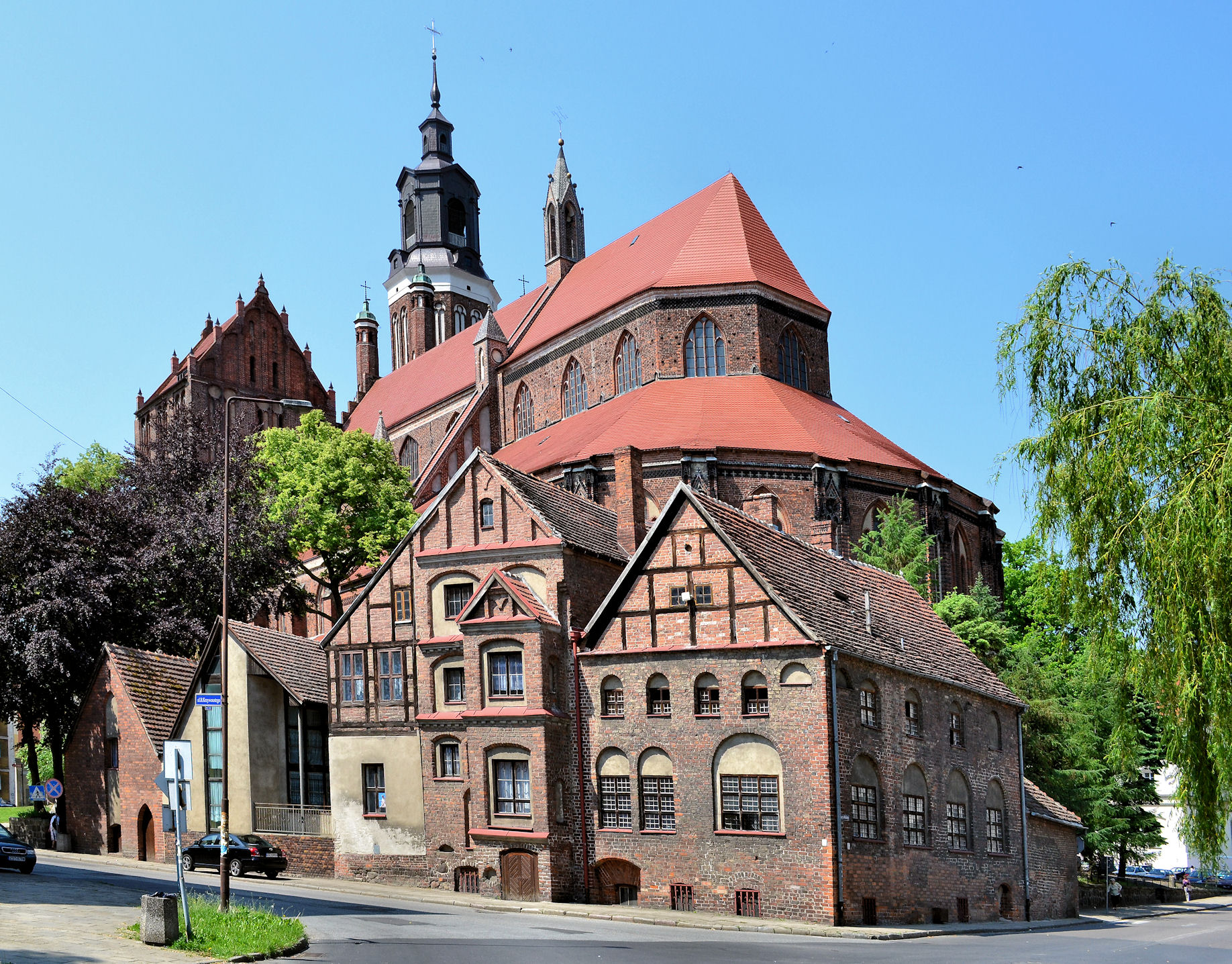
Igreja de Santa Maria - Colegiada, século XIII
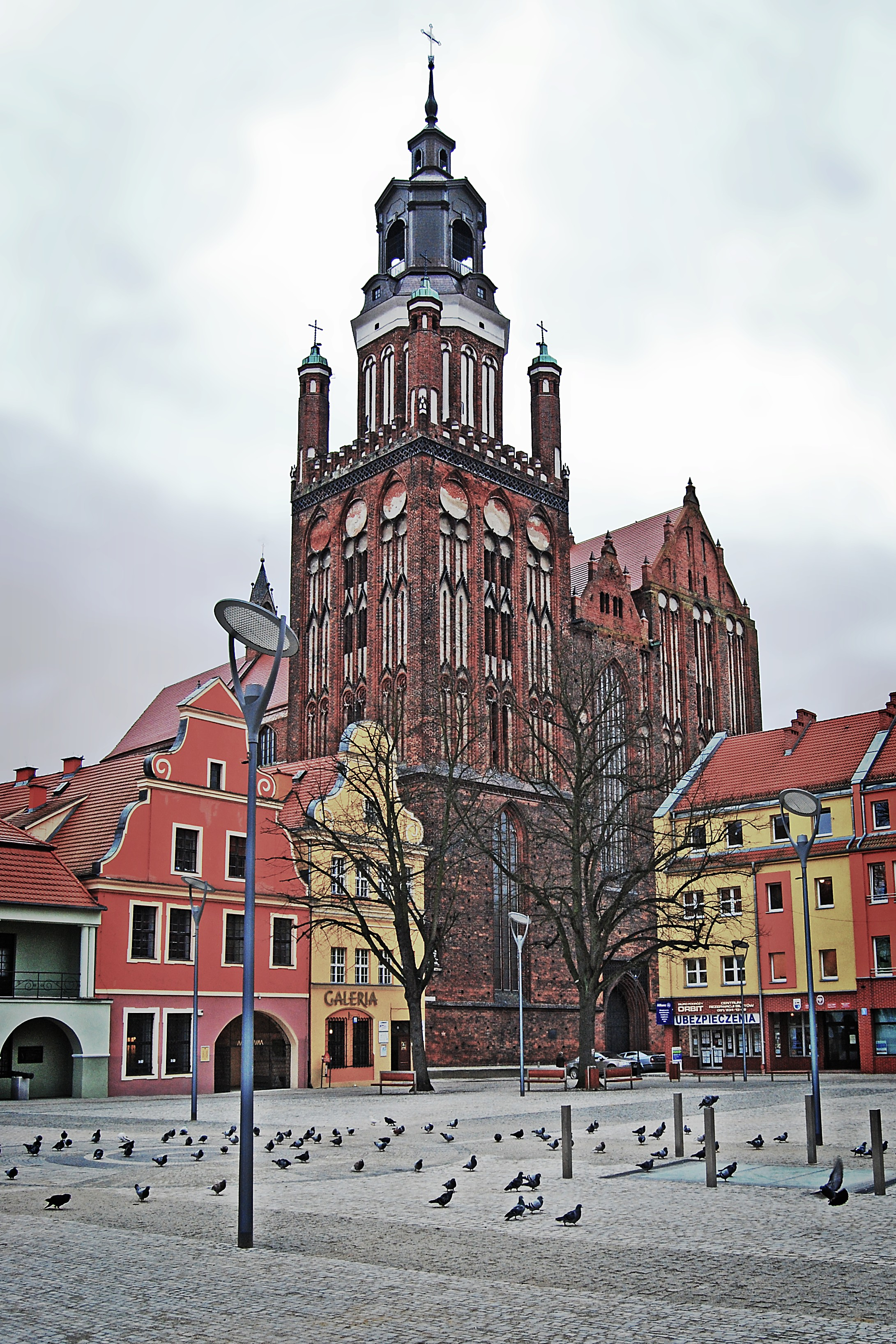
Praça do mercado, museu e colegiada
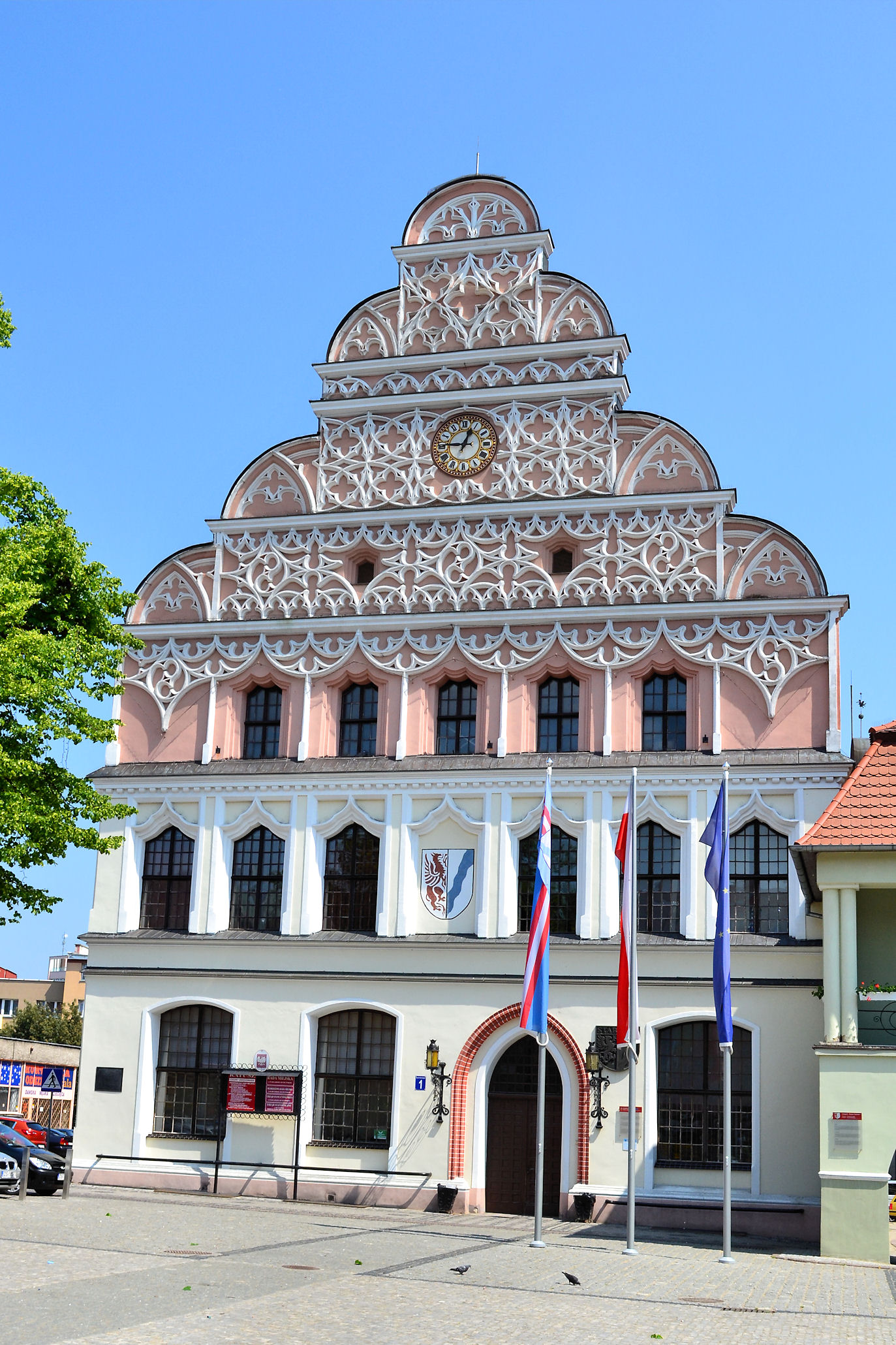
Fachada da prefeitura
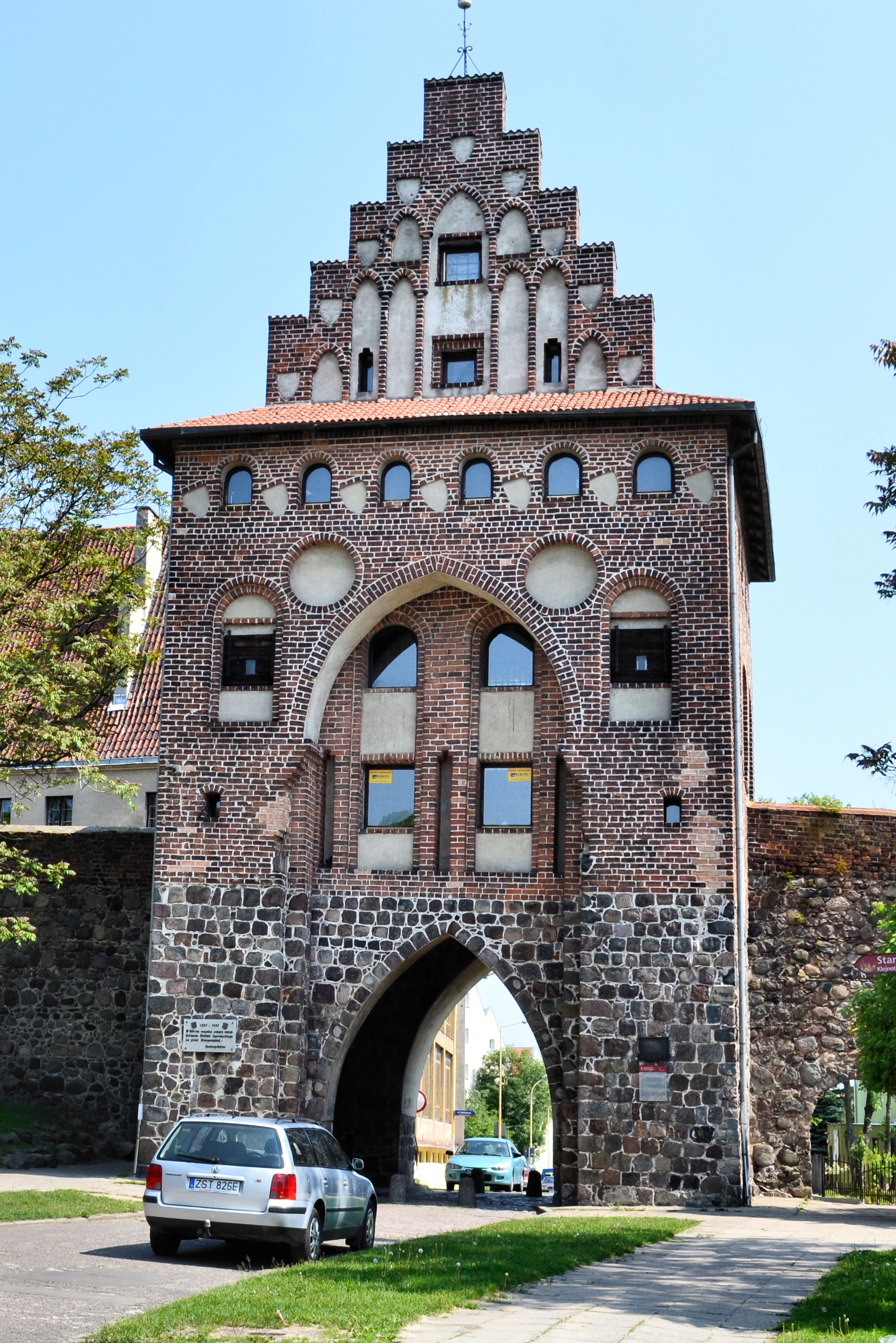
Portão da cidade em direção à cidade Pyrzyce
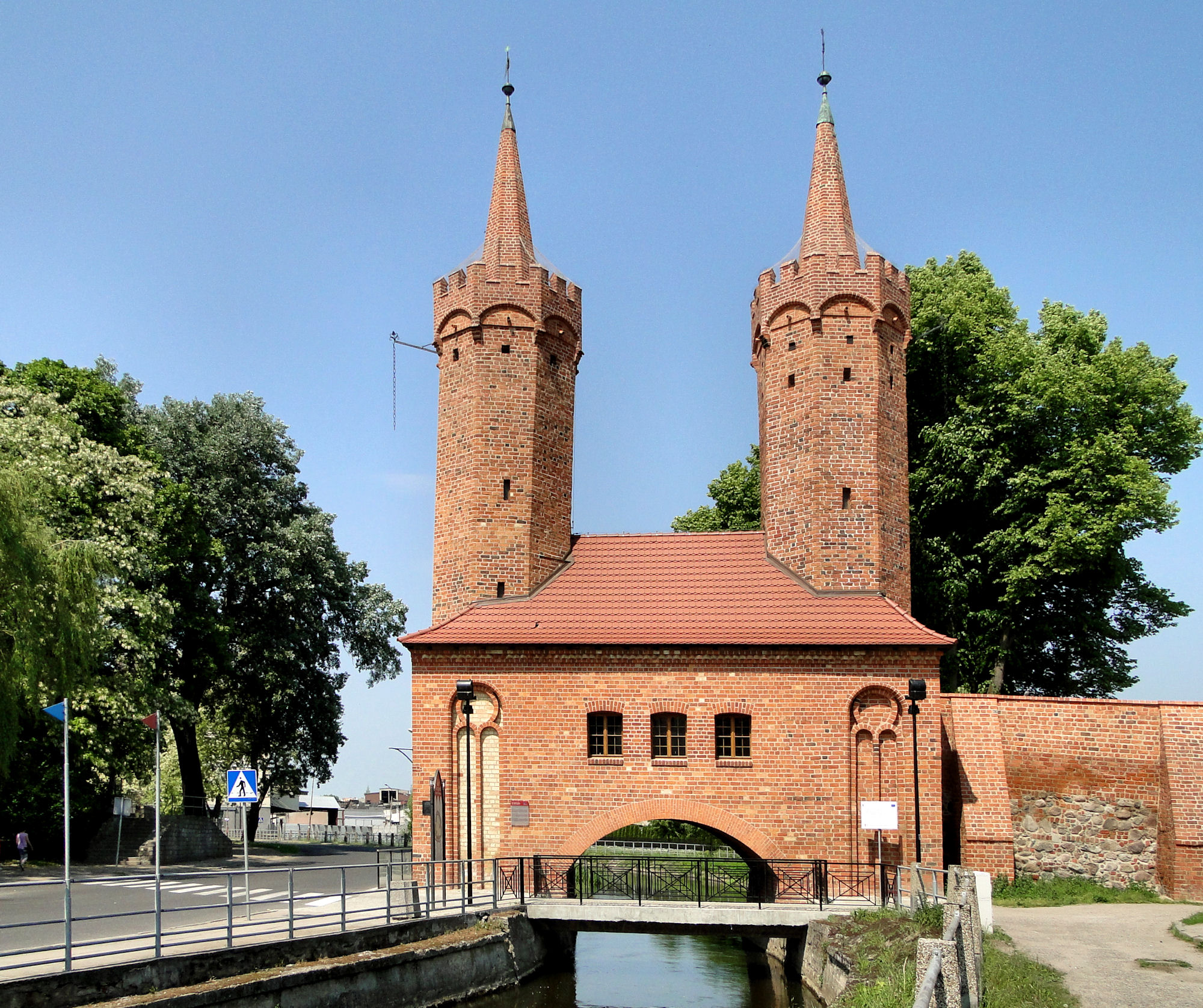
O Portão do Moinho pelo rio Ina

A cidade possui uma conexão ferroviária direta com as principais cidades polacas: Estetino (estação principal Szczecin Główny cerca de 30 minutos), Poznań, Gdańsk, Varsóvia, Łódź, Cracóvia, Katowice e Vratislávia (Wrocław). Stargard fica a cerca de 40 km do aeroporto internacional Szczecin-Goleniów (Aeroporto "Solidariedade" de Estetino).